# 果耶镇
果耶镇，原为果耶乡，是中华人民共和国甘肃省甘南藏族自治州舟曲县下辖的一个乡镇级行政单位。2018年9月撤乡改镇。

## 行政区划
果耶镇下辖以下地区：
真庄村、果耶村、拉阿村、东坪村、磨里村、诺迭喀村、吾德村、阳坡村、喇嘛庄村、别列石嘎村、牡吾协村、代亚诺村、居斯波诺村、前山村、前山梁村、池干村、虎家粱村、甘子沟村和真庄磨村。